# Рид, Перси Беаристо
Перси Беаристо Рид (англ. Percy Bearisto Reid, 21 августа 1874, Саммерсайд, Остров Принца Эдуарда — 14 ноября 1927, Торонто, Онтарио) — канадский политический деятель, комиссар Юкона по золоту.

## Биография
Перси Беаристо Рид родился 21 августа 1874 года в Саммерсайде, на Острове Принца Эдуарда. 
Рида привлекли перспективы Клондайкской золотой лихорадки, и поэтому он вскоре переехал на Юкон в 1898 году. В 1899 году он начал работать в местном правительстве в качестве горного регистратора Каркросса. Основным его бизнесом было управление претензиями на добычу полезных ископаемых, аренда леса, заключение контрактов на ремонт дорог и основное обслуживание нескольких правительственных зданий, все еще используемых. Он оставался на должности регистратора в течение нескольких лет, прежде чем перейти в Иммиграционный департамент.
В 1921 и 1922 годах Рид ездил в Китай, чтобы заняться вопросами китайской иммиграции и открыть там иммиграционные офисы. 
В 1924 году он был назначен комиссаром Юкона, тем самым сменив на этом посту Джорджа П. Маккензи. Рид занимал эту должность с 1925 года до своей смерти в 1927 году. Его преемником стал Джордж Ян Маклейн.
Умер, находясь на посту комиссара Юкона 14 ноября 1927 года в Торонто, Онтарио, после операции.